# جغرافيا فرنسا

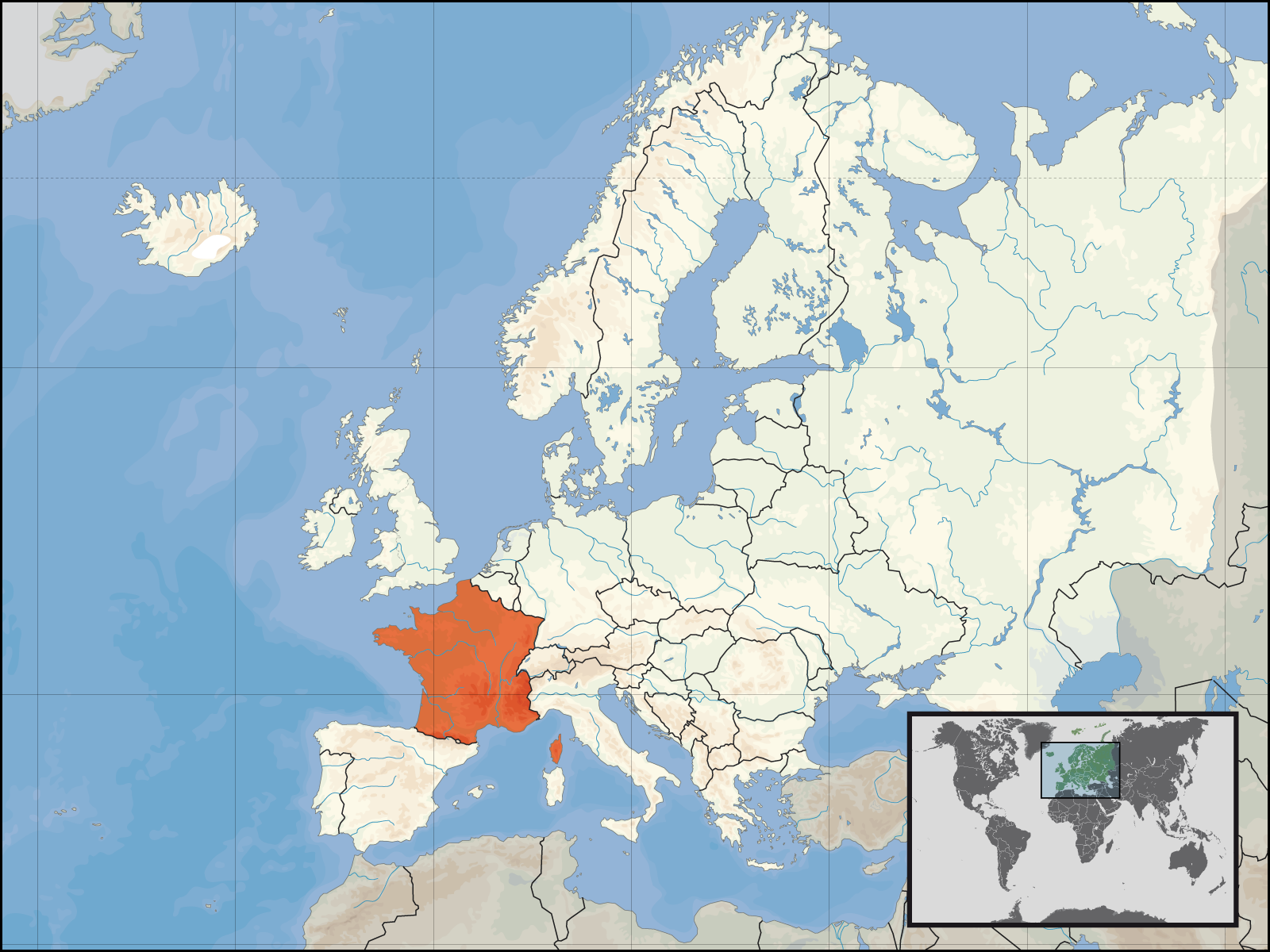
موقع فرنسا في القارة الأوروبية

تتكون جغرافيا الجمهورية الفرنسية من تضاريس معظمها سهول منبسطة أو تلال منحدرة بشكل طفيف في الشمال والغرب وجبلية في الجنوب (بما في ذلك جبال البرانس) والشرق (أعلى نقطة في جبال الألب). يبلغ إجمالي مساحة متروبوليتان فرنسا 551,695 كيلومتر مربع (213,011 ميل مربع) (في الجزء الواقع في أوروبا فقط). وهي ثالث أكبر دولة في أوروبا بعد روسيا وأوكرانيا. 

## الجغرافيا السياسية

### التقسيمات الداخلية
تقسم فرنسا إلى عدة مستويات من التقسيمات الإدارية الداخلية. المستوى الأول في التقسيم الإداري يسمى (المناطق). إلى جانب ذلك ، تتمتع الجمهورية الفرنسية بالسيادة على عدة مناطق أخرى ، بمستويات إدارية مختلفة.
- متروبوليتان فرنسا (المناطق الواقعة على البر الأوروبي) : تتكون من 12 منطقة وجزيرة واحدة في البحر الأبيض المتوسط هي كورسيكا. تنقسم هذه المناطق إلى 96 إقليم ، والتي تنقسم بدورها إلى 332 دائرة ، ثم إلى 3879 كانتونًا ، ثم إلى 36،568 بلدية (اعتبارًا من 1 يناير 2004).
- خمس مناطق ما وراء البحار (أي خارج حدود القارة الأوروبية) : وهي غوادلوب، غويانا الفرنسية ، مارتينيك، مايوت ، لا ريونيون، ولها نفس الوضع القانوني والإداري لمناطق متروبوليتان فرنسا. تعتبر أيضا كل منطقة من هذه المناطق وكأنها اقليم في متروبوليتان فرنسا. هذا التقسيم الإداري المزدوج المكون من (منطقة / أقليم) هو تقسيم جديد وقد تم استحداثه نظرًا للتوسع الأخير للتقسيم الإداري المحلي والذي اشتمل على المناطق الفرنسية خارج أوروبا. وربما يتغير في المستقبل ليصبح تقسيم إداري واحد مع دمج المجالس الإقليمية والمقاطعات. هناك تغيير آخر مقترح وهو إنشاء مقاطعات جديدة كما في حالة جزيرة لا ريونيون ، حيث تم اقتراح إنشاء إقليم ثاني في جنوب جزيرة لا ريونيون، على أن تكون منطقة لا ريونيون كتقسيم إداري تحتوي على الإقليمين معا .
- أربع مناطق خارجية : وهي سان بيير وميكلون ، سان بارتيلمي، تجمع سان مارتين، واليس وفوتونا. وهذه المناطق شبيهه بمناطق متروبوليتان فرنسا من الناحية الإدارية ولكنها تتمتع بوضع شبه مستقل.
- دولة واحدة في الخارج: وهي بولينيزيا الفرنسية. في عام 2003 أصبحت منطقة فرنسية في الخارج شبه مستقلة. يمنحها قانونها التشريعي الصادر في 27 فبراير 2004 أعتبارا قانونيا بشكل استثنائي على أنها (دولة ما وراء البحار) تقع داخل الجمهورية. ولكن دون أي تعديل قانوني لوضعها.
- تجمع خاص : وهي كاليدونيا الجديدة ، التي تتمتع بوضع أستثنائي وفريد في الجمهورية الفرنسية.
- الأراضي الفرنسية الجنوبية والأنتاركتيكية : وهي مقسمة إلى 5 مقاطعات: جزر كيرغولين ، جزر كروزيت ، جزيرة أمستردام ، جزيرة سان بول ، أرض أديلي . ومجموعة من الجزر المتناثرة وهي : بانك دو جيسير، باساس الهندية، جزيرة يوروبا، جزيرة جوان دي نوفا، جزر جلوريوسو، جزيرة تروملين.
- جزيرة غير مأهولة في المحيط الهادئ: وهي جزيرة كليبرتون، تقع قبالة سواحل المكسيك تتبع مباشرة إلى الحكومة المركزية .يديرها المفوض السامي للجمهورية الفرنسية في بولينيزيا الفرنسية.

## درجات الحرارة القصوى
| البيانات المناخية لـفرنسا | البيانات المناخية لـفرنسا | البيانات المناخية لـفرنسا | البيانات المناخية لـفرنسا | البيانات المناخية لـفرنسا | البيانات المناخية لـفرنسا | البيانات المناخية لـفرنسا | البيانات المناخية لـفرنسا | البيانات المناخية لـفرنسا | البيانات المناخية لـفرنسا | البيانات المناخية لـفرنسا | البيانات المناخية لـفرنسا | البيانات المناخية لـفرنسا | البيانات المناخية لـفرنسا |
| الشهر                     | يناير                     | فبراير                    | مارس                      | أبريل                     | مايو                      | يونيو                     | يوليو                     | أغسطس                     | سبتمبر                    | أكتوبر                    | نوفمبر                    | ديسمبر                    | المعدل السنوي             |
| ------------------------- | ------------------------- | ------------------------- | ------------------------- | ------------------------- | ------------------------- | ------------------------- | ------------------------- | ------------------------- | ------------------------- | ------------------------- | ------------------------- | ------------------------- | ------------------------- |
| الدرجة القصوى °م (°ف)     | 23.3 (73.9)               | 28.3 (82.9)               | 29.2 (84.6)               | 32.1 (89.8)               | 35.6 (96.1)               | 45.9 (114.6)              | 43.9 (111.0)              | 44.1 (111.4)              | 38.0 (100.4)              | 35.8 (96.4)               | 27.1 (80.8)               | 26.9 (80.4)               | 45.9 (114.6)              |
| أدنى درجة حرارة °م (°ف)   | −41.0 (−41.8)             | −35 (−31)                 | −32.0 (−25.6)             | −19.0 (−2.2)              | −10 (14)                  | −4.0 (24.8)               | −4.0 (24.8)               | −4.0 (24.8)               | −7.0 (19.4)               | −14.0 (6.8)               | −29.0 (−20.2)             | −37.0 (−34.6)             | −41.0 (−41.8)             |
| [بحاجة لمصدر]             |                           |                           |                           |                           |                           |                           |                           |                           |                           |                           |                           |                           |                           |